# Ferenc Forgách
Ferenc Forgách (Esztergom, 1566 - Sklené Teplice, 16 de outubro de 1615) foi um cardeal do século XVII.

## Biografia
Nasceu em Esztergom em 1566. De uma família nobre. Filho do General Simon Forgách. Seu sobrenome também está listado como Forgazio; como Forgatz; e como Forgách de Ghymes. Ele se converteu do protestantismo.
Estudou teologia em Roma.
Ordenado (nenhuma informação encontrada). Cânone do capítulo da catedral de Esztergom, 1586. Nomeado embaixador em vários países pelo imperador Rodolfo II.
Nomeado pelo rei Rodolfo I da Hungria bispo de Vesprém, 22 de dezembro de 1587 (1). Nunca recebeu confirmação da Santa Sé (2). Transferido pelo rei da Hungria para a sé de Nyitra (Neutra), em 10 de julho de 1596; preconizado em 2 de agosto de 1599. Consagrado em 30 de abril de 1600, Graz, por Martin Brenner, bispo de Seckau. Promovido à sé metropolitana e primacial de Esztergom, 5 de novembro de 1607. Vice-regente real da Hungria, 1607; a posição era inerente à sé primacial. O Sacro Imperador Romano Rodolfo II solicitou sua promoção ao cardinalato.
Criado cardeal sacerdote no consistório de 10 de dezembro de 1607; ele nunca foi a Roma para receber o chapéu vermelho e o título. Concedido o pálio em 10 de dezembro de 1607. Coroado rei Mattias II da Hungria em 19 de novembro de 1608 em Pozsony (Pressburg; hoje Bratislava, Eslováquia).
Morreu em Sklené Teplice em 16 de outubro de 1615, Sklené Teplice (Szentkereszt, então na Arquidiocese de Esztergom, Hungria; agora na Diocese de Banská Bystrica, Eslováquia). Seu corpo foi transferido para a Morávia; contra as instruções do seu testamento; seu irmão Sigismundo e o capítulo da catedral o enterraram na igreja de São Nicolau.